# Sphaerechinus granularis
Il riccio di prateria (Sphaerechinus granularis (Lamarck, 1816)) è un riccio di mare della famiglia Toxopneustidae. È l'unica specie nota del genere Sphaerechinus.

## Descrizione

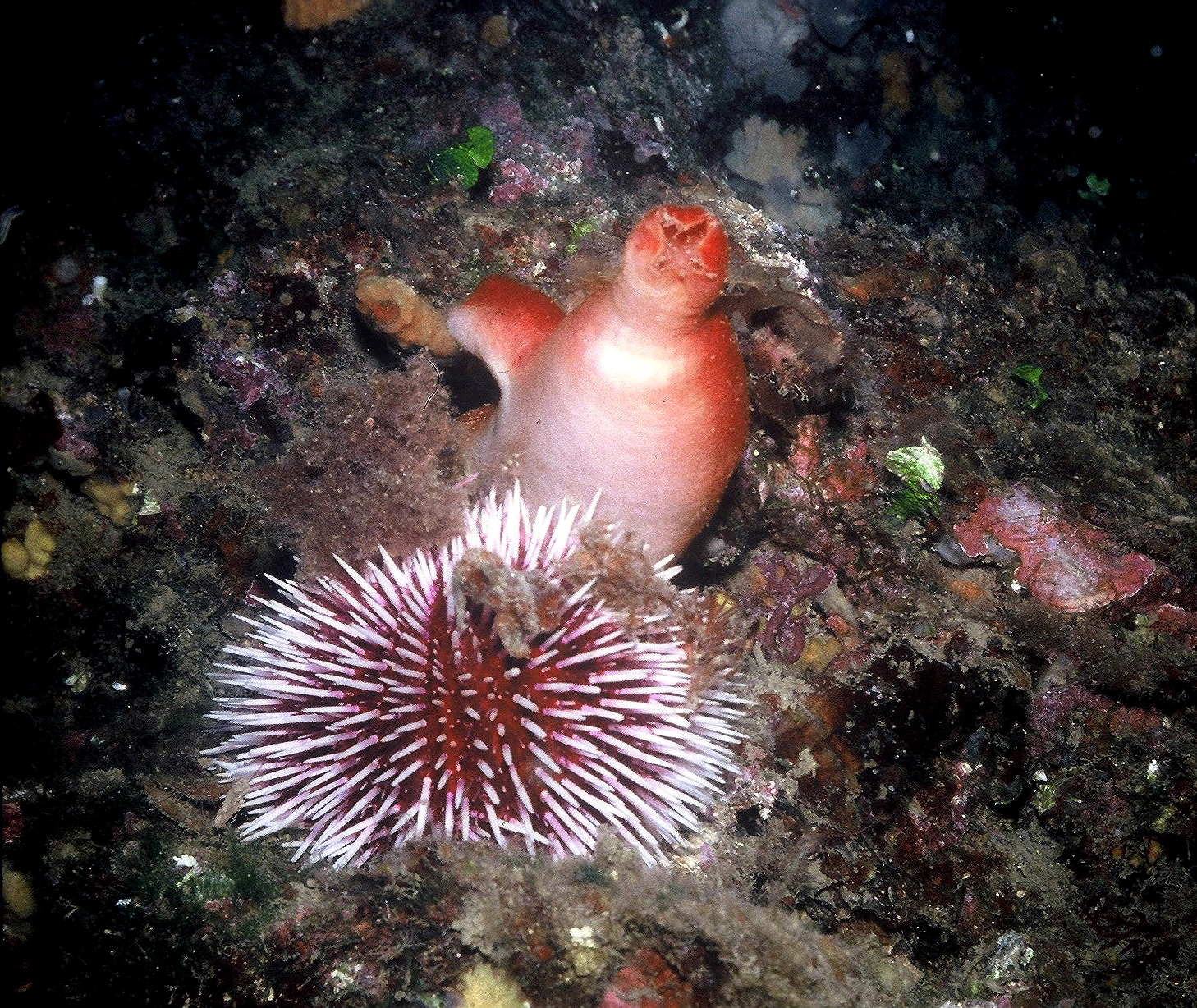
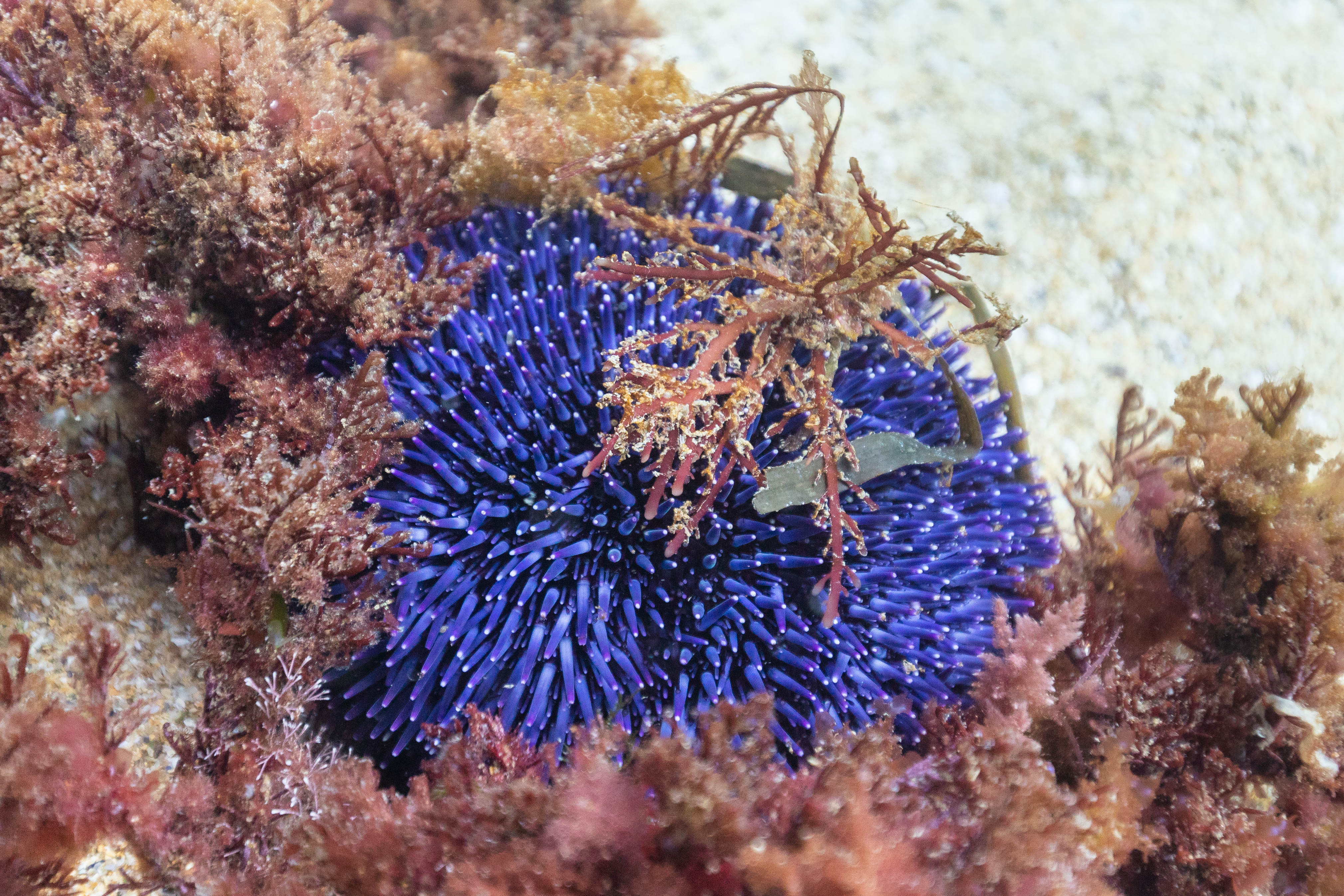
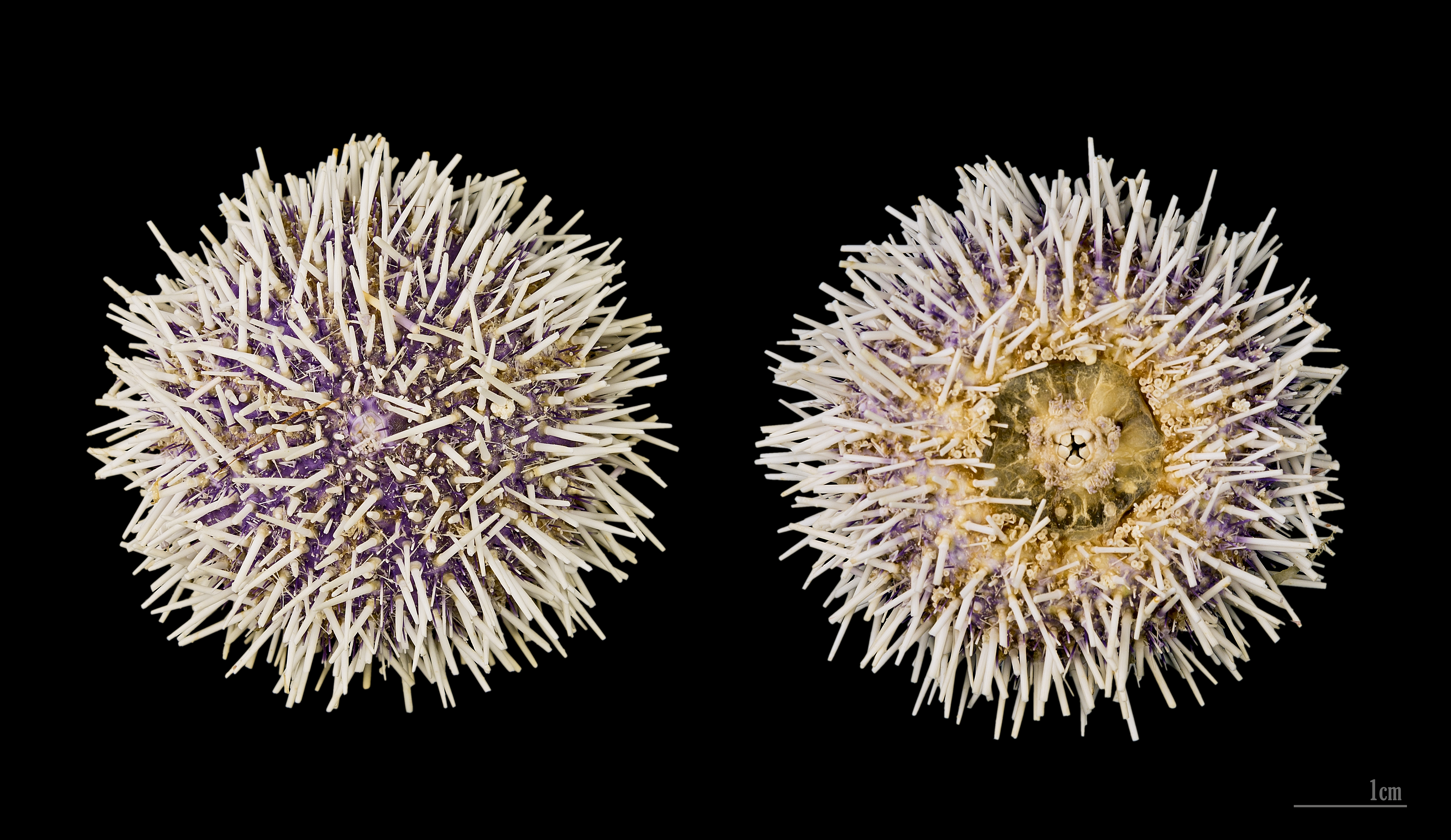

Al pari degli altri ricci di mare presenta un guscio calcareo a simmetria pentaraggiata, che può raggiungere i 12 cm di diametro, con degli aculei fitti e corti, violacei alla base e con la punta bianca, ma a volte anche completamente bianchi, motivo per cui è conosciuto con il nome di riccio canuto, bruni o rossicci.

## Distribuzione e habitat
È diffuso nel Mar Mediterraneo e nell'Atlantico orientale.
Vive su fondali rocciosi e praterie di Posidonia oceanica, ad una profondità tra 3 e 30 metri.